# Michel Talagrand
Michel Talagrand (Béziers, 15 de fevereiro de 1952) é um matemático francês.
Em 1995 foi laureado com o Prêmio Loève e em 1997 com o Prêmio Fermat. Em 2024, recebeu o Prêmio Abel.

## Obras
- Spinglasses – a challenge to mathematicians, Springer 2003
- com Michel Ledoux: Probability in Banach Spaces, Springer 1991
- The generic chaining, Springer 2005
- Pettis Integral and Measure Theory, Memoirs AMS 1984